# Isosorbid
Isosorbid ist eine bicyclische chemische Verbindung aus der Gruppe der Diole und der sauerstoffhaltigen Heterocyclen, bei der zwei Furanringe anelliert sind. Ausgangsmaterial für Isosorbid ist D-Sorbit, das durch katalytische Hydrierung von D-Glucose erhalten wird, die wiederum durch Hydrolyse aus Stärke entsteht. Isosorbid wird daher auch als pflanzenbasierte Plattformchemikalie diskutiert, aus der bioabbaubare Derivate unterschiedlicher Funktionalität abgeleitet werden können.
Als Monomerbaustein für biopolymere Polycarbonate, Polyester, Polyurethane und Epoxide findet Isosorbid derzeit großes wissenschaftliches und technisches Interesse.

## Gewinnung und Darstellung
Isosorbid wird durch säurekatalysierte dimolekulare Dehydratisierung aus D-Sorbit erhalten, wobei zunächst das monocyclische furanoide Sorbitan entsteht, aus dem durch weitere Wasserabspaltung das bicyclische Furofuran-Derivat Isosorbid gebildet wird.
Die Reaktion liefert ca. 70 bis 80 % Isosorbid neben 30 bis 20 % unerwünschten Nebenprodukten, die relativ aufwendig durch Destillation, Umkristallisation aus Alkoholen, Umkristallisation aus der Schmelze, bzw. durch eine Kombination dieser Methoden oder durch Abscheidung aus der Dampfphase erfolgen kann. Die hohe Reinheit (>99,8 %) des Isosorbids als Monomer ist für die Erzielung hoher Molgewichte und ungefärbter Produkte unabdingbar.

## Eigenschaften
Isosorbid ist ein weißer kristalliner Feststoff, der an feuchter Luft stark wasseranziehend wirkt. Die unterschiedliche Orientierung der sekundären Hydroxygruppen im V-förmig angeordneten bicyclischen System führt zu unterschiedlichen physikalischen Eigenschaften und chemischen Reaktivitäten und erlaubt daher die selektive Monoderivatisierung von Isosorbid. Die Hydroxygruppe in 5-Position ist endo-ständig und bildet mit dem Sauerstoffatom im benachbarten Furanring eine Wasserstoffbrücke aus. Dadurch wird die Hydroxygruppe in 5-Position nucleophiler und reaktiver als die exo-ständige Hydroxygruppe in Position 2; sie ist jedoch gegenüber dem Angriff sterisch anspruchsvoller Reaktanden stärker abgeschirmt.

## Verwendung

### Isosorbid
Wegen seiner ausgeprägten Hygroskopizität wird Isosorbid als Feuchthaltemittel, in der Medizin als osmotisches Diuretikum zur Behandlung von Hydrocephalus und akutem Engwinkelglaukom eingesetzt.
Die beiden sekundären Hydroxygruppen machen Isosorbid zu einer vielseitig verwendbaren Plattformchemikalie aus nachwachsenden Rohstoffen. Als Diol kann Isosorbid mit Standardreaktionen der Organischen Chemie, wie Nitrierung, Veresterung, Veretherung, Tosylierung usw. mono- oder bifunktionell derivatisiert und in Verbindungen mit interessanten Eigenschaftsprofilen sowie in Monomerbausteine für neuartige Polymere überführt werden.

### Isosorbidnitrate
Das durch Nitrierung von Isosorbid mit konz. Salpetersäure zugängliche 2,5-Isosorbiddinitrat (ISDN) eignet sich wie sein Hauptmetabolit 5-Isosorbidmononitrat (ISMN) wegen seiner gefäßerweiternden Wirkung zur Behandlung der Angina Pectoris.

### Isosorbidester
Bei Veresterung von Isosorbid mit Fettsäuren sind Isosorbidmonoester zugänglich, die sich wegen ihrer grenzflächenaktiven Eigenschaften als Detergentien in Haushaltsreinigern, Geschirrspülmitteln und kosmetischen Zubereitungen eignen. Die ebenfalls leicht zugänglichen Isosorbiddiester werden als Dispergiermittel für Pigmente, Konservierungsstoffe, Polymerstabilisatoren, als Emulgatoren für Kosmetika und als Weichmacher für Vinylpolymere, insbesondere Polyvinylchlorid (PVC) verwendet. Isosorbiddioctanoat besteht als Diester aus Isosorbid und Octansäure (z. B. aus Palmöl gewonnen) vollständig aus biobasierten Bausteinen und ist als Polysorb(R) ID 37 der Firma Roquette Frères seit einiger Zeit als besonders untoxisches Produkt in Gebrauch.

### Isosorbidether
Isosorbidether, insbesondere der einfachste Vertreter, 2,5-Dimethylisosorbid (DMI), finden zunehmend Verbreitung als nachhaltiges Lösemittel für kosmetische und pharmazeutische Zubereitungen sowie als Elektrolytzusatz für Lithium-Ionen-Akkumulatoren und als Treibstoffzusatz für Diesel.

### Isosorbidphosphate
Phosphorsäurederivate des Isosorbids werden als umweltverträgliche Alternative zu halogenhaltigen Flammschutzmitteln erforscht. Bislang wurde 1,2,5,6,9,10-Hexabromcyclododecan (HBCDD) als Flammschutzmittel in extrudierten Polystyrolhartschäumen (XPS) im Bausektor für die Gebäudedämmung verwendet, dieses wurde jedoch seit Mai 2013 als SVHC (substance of very high concern) mit einem Herstell- und Anwendungsverbot belegt. Als Ersatz kommen u. a. phosphorbasierte Isosorbidverbindungen, wie z. B. Isosorbidbis(diphenylphosphat), ISTP, in Betracht.
ISTP ist einfach durch Umesterung von Isosorbid mit Triphenylphosphat in Gegenwart von Kaliumcarbonat bei 150 °C zugänglich. Das als gelbliches Öl in 88%iger Ausbeute erhaltene Isosorbidbisdiphenylphosphat enthält ca. 20 % Dimere. Die hohe Zersetzungstemperatur von ISTP erlaubt den Einsatz in XPS, wobei der starke Weichmachereffekt allerdings störend wirkt. Besonders ausgeprägt ist die Flammschutzwirkung in Gegenwart von schwefelhaltigen Synergisten, wie z. B. Bis(diphenylphosphinothionyl)disulfid (BDPS), so dass bei 3 % ISTP die Mindestanforderung der Brandschutzklasse B2 erfüllt wird.

### Polymere aus Isosorbid
Die inzwischen gute Verfügbarkeit und die hohe thermische Stabilität des Isosorbids machen dieses Diol aus nachwachsenden Rohstoffen interessant als Monomerbaustein für thermoplastische (Bio)Polymere wie Polyester und Polycarbonate, sowie für Duroplaste wie Polyurethane oder Epoxidharze. Die Hydroxygruppen können über die Tosylate und Azide in primäre Aminogruppen, bzw. durch Addition von Acrylnitril und anschließende Hydrierung mit hoher Ausbeute in die entsprechenden Aminopropylderivate überführt werden, die sich als Ausgangsstoffe für Diisocyanate – zur Darstellung von Polyurethanen – als Diamine zur Darstellung von Polyamiden oder auch als Härter für Epoxyharze eignen.
Der Ersatz von Monoethylenglycol (MEG) als Diol in dem Polyester Polyethylenterephthalat (PET) führt zum Polyisosorbidterephthalat (PIT), das sich durch eine außerordentlich hohe thermische Stabilität (bis 360 °C unter Stickstoff) auszeichnet. Allerdings bedingt die geringere Reaktivität der sekundären Hydroxygruppen im Isosorbid relativ niedrige Molmassen und hohe Restgehalte an Terephthalsäure, die die zu geringer chemischer Stabilität der erhaltenen Polymeren führen. Daher werden heute Polyester mit Isosorbid und MEG als Diolkomponenten untersucht, die verbesserte Eigenschaften zeigen, wie z. B. geringere Verfärbung.
Besonderes Interesse findet Isosorbid als Monomer in Polycarbonaten, wo es das als Xenoestrogene identifizierte Bisphenol A ersetzen könnte. Problematisch bei isosorbid-basierten Polycarbonaten ist deren unbefriedigende Temperaturbeständigkeit und Schlagzähigkeit, die durch Zugabe von Comonomeren zum Isosorbid oder durch Polymerblends verbessert wird.
In Polyurethanen kann Isosorbid selbst als Diol oder als Baustein für die Polyol- wie für die Diisocyanatkomponente dienen, sowie als Kettenverlängerer fungieren.
Durch Umsetzung von Isosorbid mit Epichlorhydrin erhält man Isosorbidbisglycidylether (ein Bis-Epoxid), das als Ersatz für das analoge Bisphenol-A-bisepoxid mit geeigneten Härtern, wie z. B. Polyaminen oder cyclischen Säureanhydriden zu duroplastischen Epoxidharzen umgesetzt werden kann, die als Klebstoffe, Anstrichfarben oder für Beschichtungen von Dosen für Lebensmittel Verwendung finden.
Weiter sind Polyoxazolidone durch Reaktion von Isosorbid-diglycidylethern mit Diisocyanaten beschrieben, die als starre, hochverzweigte und lösemittelbeständige Duroplaste Verwendung in der Elektro- und Elektronikindustrie finden könnten.
Isosorbid ist eine vielseitig einsetzbare Plattformchemikalie aus nachwachsenden Rohstoffen, die inzwischen auch in industriellen Mengen von mehreren zehntausend Tonnen/Jahr in Europa (Roquette Frères S.A.) und U.S.A. (Cargill, Inc. und Archer Daniels Midland Co.) verfügbar ist. Für besonders aussichtsreich wird derzeit der Einsatz von Isosorbid als Comonomer in PET als Flaschenrohstoff  und als Ersatzstoff für Bisphenol A, besonders in duroplastischen Polycarbonaten, gehalten.

## Sicherheitshinweise
Mit einer LD50-Wert von 24,15 g·kg−1 (Ratte, oral) ist Isosorbid ähnlich untoxisch wie D-Glucose, ebenfalls mit einer LD50 von 25,8 g·kg−1 (Ratte, oral) und ist von der Food and Drug Administration FDA als GRAS („generally recognized as safe“)-Substanz eingestuft.